# Jaba
Jaba, (Sedyes) (?), fue el cuarto faraón de la dinastía III de Egipto (c. 2652-2636 a. C.)(?)

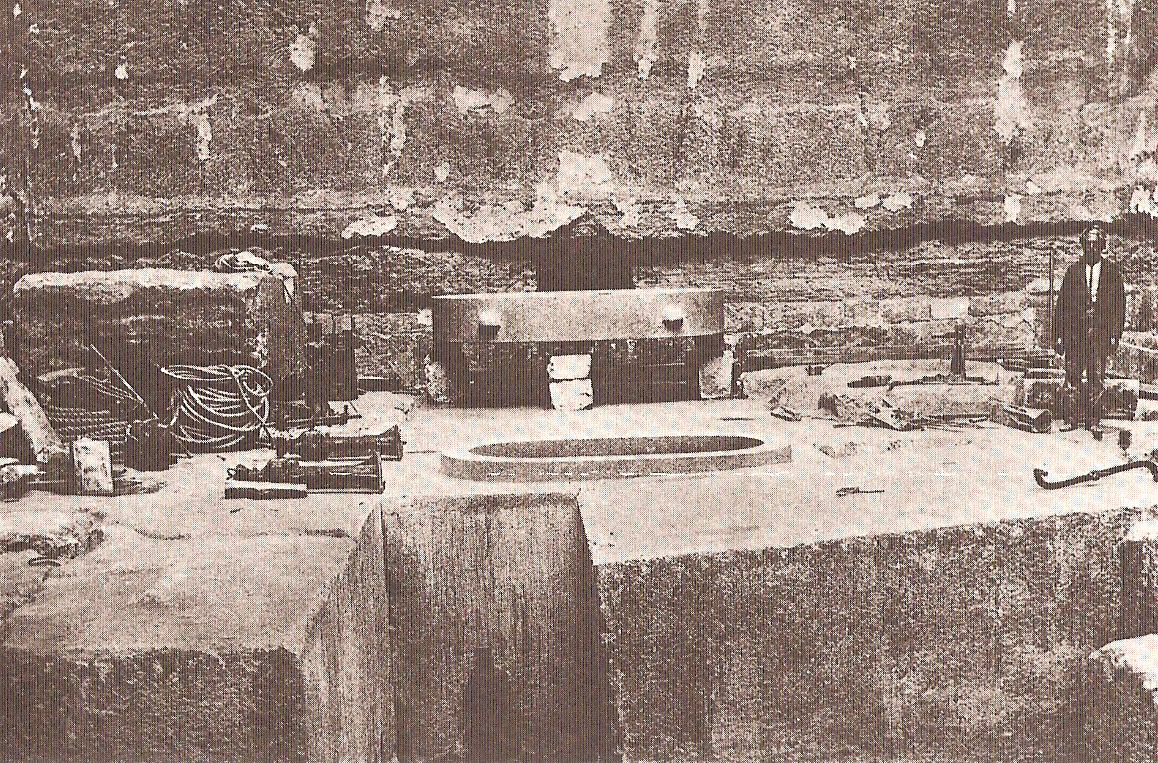
Sarcófago ovalado de la pirámide inacabada en Zawyet el-Aryan. Fotografía de 1905.

Manetón comentó, según Sexto Julio Africano, que Mesocris reinó diecisiete años. Se le cita en el Canon de Turín como Hu(dyefa) reinando seis años. En la Lista Real de Abidos figura como Sedyes, pero en la Lista Real de Saqqara no aparece.
Sólo gobernaría un breve periodo, siendo su sucesor Neferkara-Nebkara.
Lehner sostiene que Jaba fue enterrado en el Zawyet el-Aryan, pero no en la pirámide, sino en la gran mastaba próxima.

## Testimonios de su época
Se le atribuye la pirámide estratificada, inacabada, sita en Zawyet el-Aryan.
Su nombre se ha encontrado grabado en: 
- varias vasijas de piedra en Zawyet el-Aryan
- vasijas en la mastaba (Z500), cercana a la pirámide de Zawyet el-Aryan (Dunham 1978: 34)
- vasija de diorita (Museo Petrie: UC15800)
- vasija de dolomita en el Museum of Fine Arts, Boston.

impresiones del sello
- en Hieracónpolis (Quibell/Green 1902: pl. LXX.1)
- en Elefantina (Kaiser et al. 1987: 107-109)
- en el Museo Petrie (UC11755)

## Titulatura
| Titulatura | Jeroglífico | Transliteración (transcripción) - traducción - (referencias) |

| G5 |

| G5 |

| N28 | G29 |

| N28 | G29 |

| N28 | G29 |

| N28 | G29 |

| G5 |

| G5 |

| N28 | G29 |

| N28 | G29 |

| N28 | G29 |

| N28 | G29 |

| O34 · I10 | s |

| O34 · I10 | s |

| O34 · I10 | s |

| O34 · I10 | s |

| O34 · I10 | s |

| O34 · I10 | s |

| O34 · I10 | s |

| O34 · I10 | s |

| O34 · I10 | s |

| O34 · I10 | s |

| O34 · I10 | s |

| O34 · I10 | s |

| O34 · I10 | s |

| O34 · I10 | s |

| O34 · I10 | s |

| O34 · I10 | s |